# Eugenio Caballero
Eugenio Caballero (Città del Messico, 25 aprile 1972) è uno scenografo messicano.

## Filmografia parziale
- Il labirinto del fauno (El laberinto del fauno), regia di Guillermo del Toro (2006)
- Resident Evil: Extinction, regia di Russell Mulcahy (2007)
- The Limits of Control, regia di Jim Jarmusch (2009)
- The Runaways, regia di Floria Sigismondi (2010)
- The Impossible (Lo imposible), regia di J.A. Bayona (2012)
- Europa Report, regia di Sebastián Cordero (2013)
- Club Sandwich, regia di Fernando Eimbcke (2013)
- Manto acuífero, regia di Michael Rowe (2013)
- Sette minuti dopo la mezzanotte (A Monster Calls), regia di J.A. Bayona (2016)
- Roma, regia di Alfonso Cuarón (2018)
- Bardo, la cronaca falsa di alcune verità (Bardo, falsa crónica de unas cuantas verdades), regia di Alejandro González Iñárritu (2022)